# Cubo 7×7×7

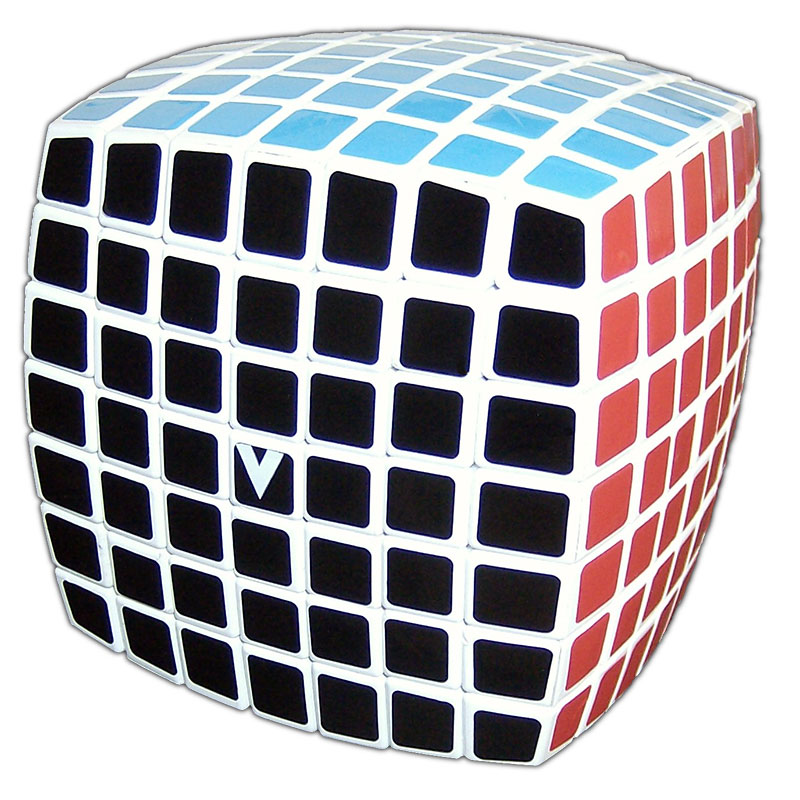
Il V-Cube 7 risolto.

Il Cubo 7×7×7 è un twisty puzzle cubico, variante del più classico cubo di Rubik (Cubo 3×3×3), con 49 tasselli colorati su ogni faccia. Come in tutti i cubi N×N×N con N dispari, i pezzi centrali delle facce mantengono sempre la stessa posizione rispetto a loro stessi. Inventato dal greco Panagiotis Verdes, dal 2008 viene venduto dal negozio online della sua azienda v-cubes.com con il nome di V-Cube 7.

## Meccanismo

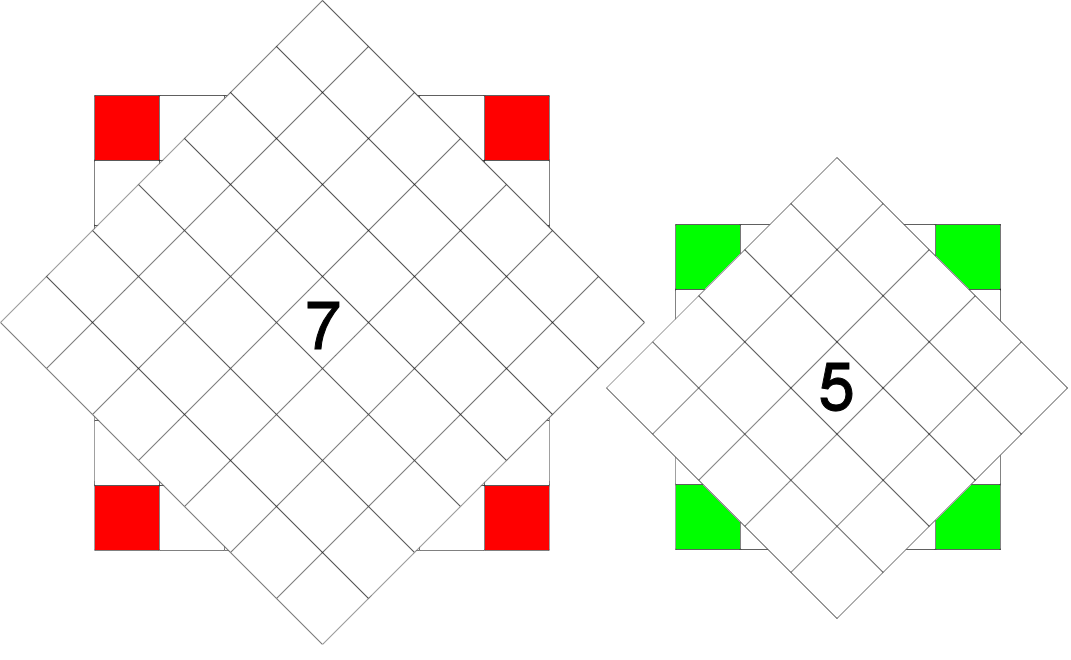
Problema ipotetico.

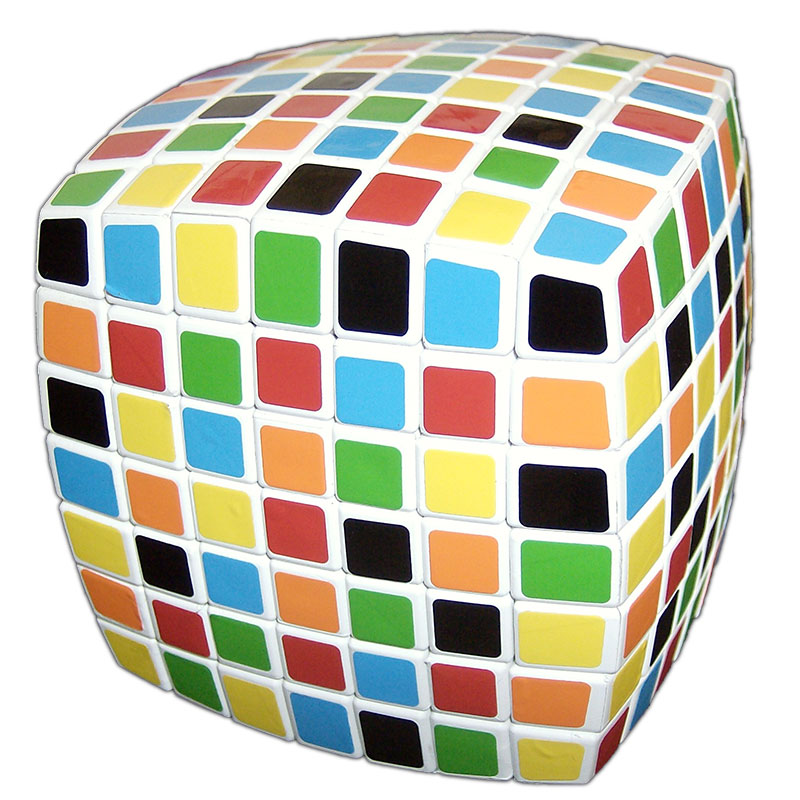
Il V-Cube 7 scombinato.

Il puzzle è formato da 218 pezzi, ha un lato di 7,2 cm e la versione prodotta dalla V-Cube pesa 315 grammi. Inizialmente era impossibile realizzare 7×7 cubici, per il fatto mostrato in figura, ma successivamente la ShengShou ha prodotto il primo 7×7 cubico, con un meccanismo differente.

## Permutazioni
Il numero di combinazioni possibili che questo twisty puzzle può ottenere è dato da:
{\displaystyle {\frac {8!\times 3^{7}\times 12!\times 2^{10}\times 24!^{8}}{4!^{36}}}\approx 1.95\times 10^{160}}
19 500 551 183 731 307 835 329 126 754 019 748 794 904 992 692 043 434 567 152 132 912 323 232 706 135 469 180 065 278 712 755 853 360 682 328 551 719 137 311 299 993 600 000 000 000 000 000 000 000 000 000 000 000

## Record
Il record ufficiale WCA per la singola risoluzione del cubo 7×7×7 con un tempo di 1:34.15 appartiene allo statunitense  Max Park, nota personalità nel mondo del cubo di rubik, che detiene inoltre il record per la media di 3 risoluzioni con un tempo di 1:39.68 con i tempi rispettivamente di: 1:36.19, 1:38.19, 1:44.65